# Mandžukuo
Mandžukuo (česky také Mančukuo; čínsky 满洲国; japonsky 満州国, Manšú-koku), oficiálně Mandžuský stát, od roku 1934 Mandžuské císařství, byl loutkový stát v oblasti Mandžuska a východního vnitřního Mongolska, vytvořený bývalými úředníky dynastie Čching s pomocí japonského císařství v roce 1932. Rozhodující roli ve státě sehrávalo Japonsko, které do jeho čela dosadilo posledního vládce dynastie Čching – císaře Pchu Iho. Existence tohoto loutkového státu skončila v roce 1945 spolu s porážkou Japonska na konci války.
Navzdory názvu byli Mandžuové v tomto státě menšinou; největší etnickou skupinu představovali etničtí Číňané (Chanové). Dále tu žili Korejci, Japonci, Mongolové a další menšiny. Na západě státu byly mongolské regiony řízeny pod mírně rozdílným systémem s ohledem na mongolské tradice. Liaotungský poloostrov nacházející se na jihu Mandžuska se strategickým přístavem Port Arthur byl fakticky ovládán Japonskem již od rusko-japonské války.

## Vznik a historie

### Pozadí

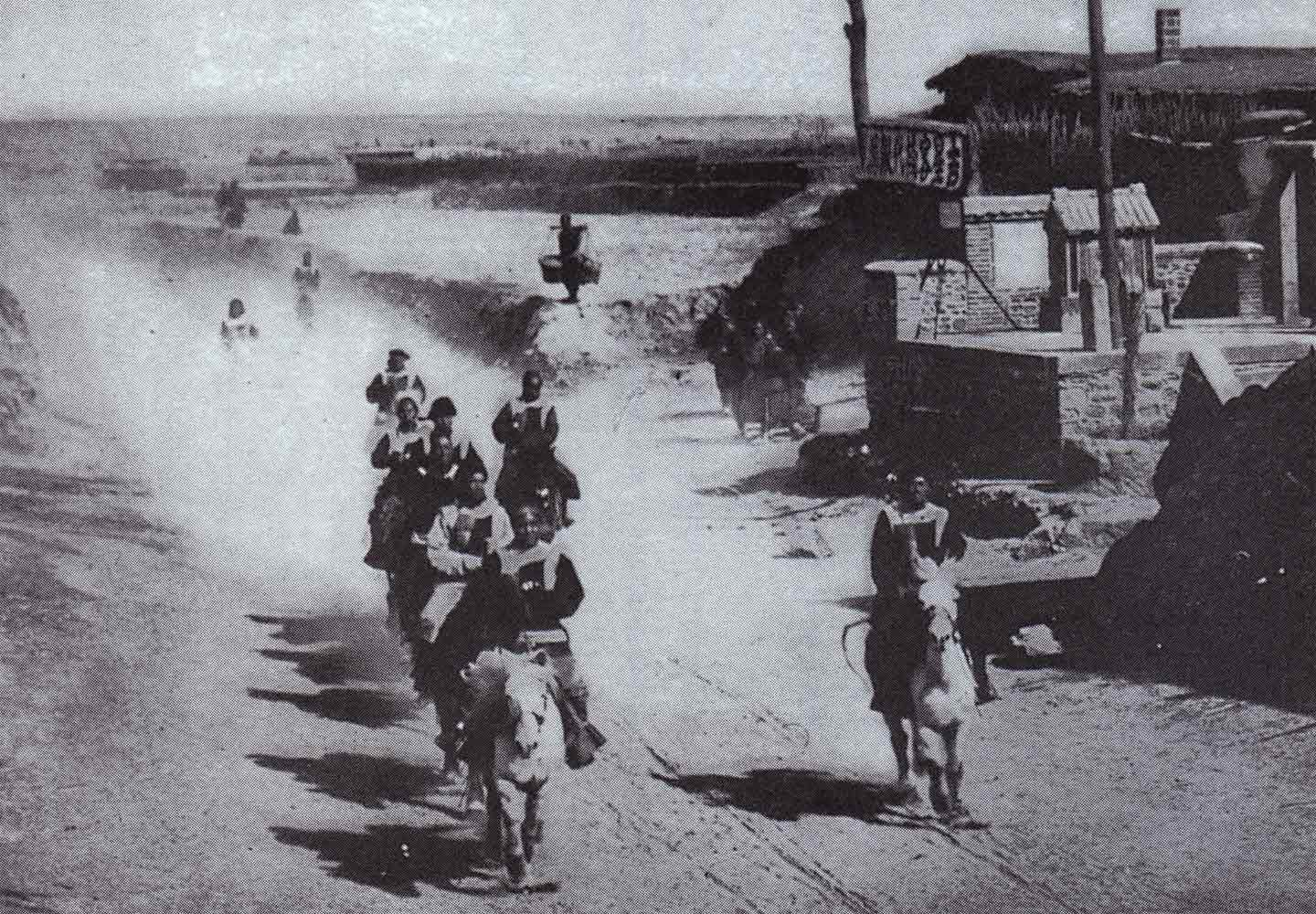
Čínští bandité v Mandžusku v době rusko-japonské války

Po rusko-japonské válce roku 1905 Japonsko nahradilo Rusko jako rozhodující zahraniční velmoc v Mandžusku, a Mandžusko, zemědělsky rozvinuté a bohaté na přírodní zdroje, tak zapadlo do japonské sféry vlivu. Roku 1906 prodloužili Japonci jihomandžuskou železnici, navazující na transsibiřskou magistrálu až do Port Arthuru. Během první, a obzvláště druhé světové války se Mandžusko stalo politickým bojištěm mezi Ruskem, Japonskem a Čínou. Ruské Mandžusko obsadily japonské expediční síly během ruské občanské války roku 1917, pod sovětskou kontrolu se dostalo zase roku 1925. V průběhu anarchie v Číně v 30. letech 20. století se většina Mandžuska dostala pod kontrolu Čang Čuo-lina, jednoho z vojenských vůdců, který spolupracoval s Japonci. K jeho úspěchu mu výrazně dopomohla japonská kwantungská armáda.

### Vznik

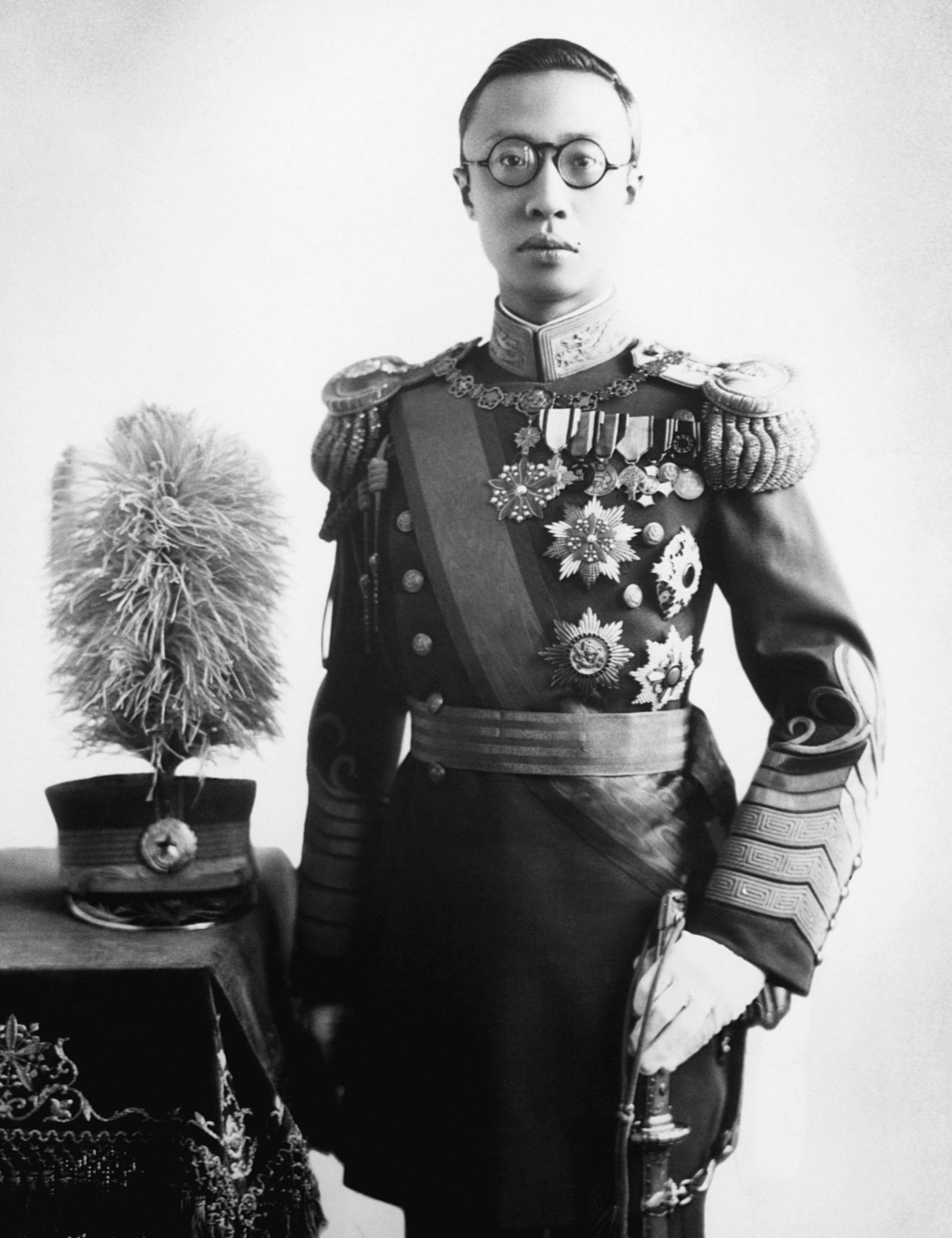
Pchu I, císař Mandžukua

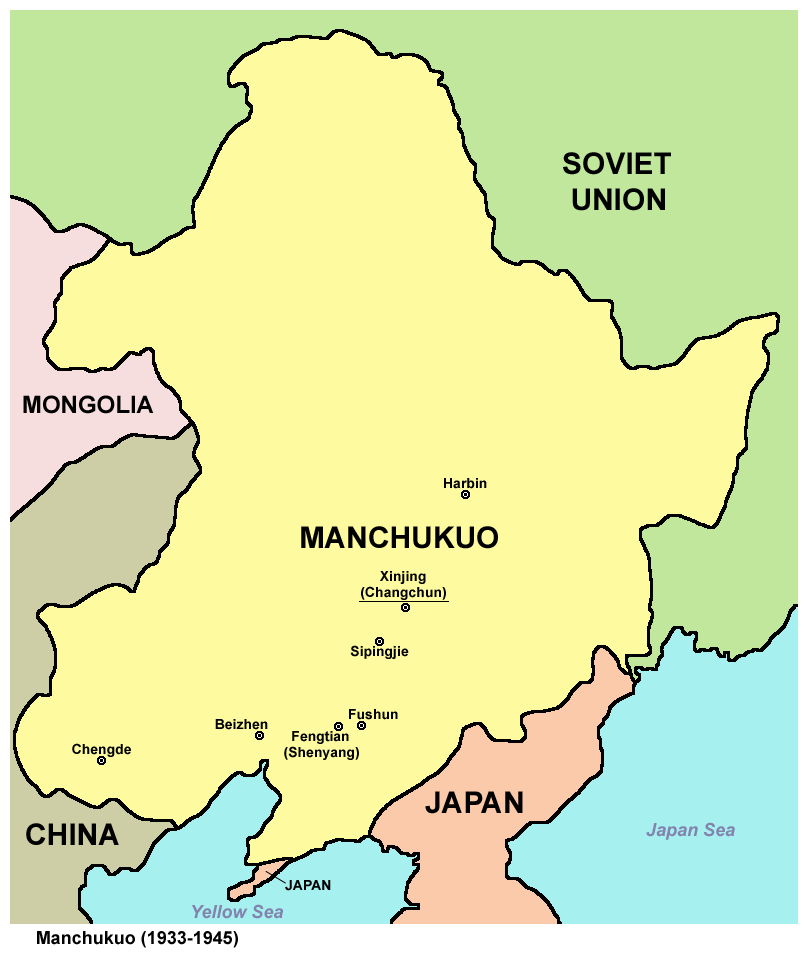

V roce 1931 následkem tzv. Mukdenského Incidentu obsadila japonská armáda Mandžusko. Japonsko tak uskutečnilo oddělení Mandžuska od zbytku Číny a později zde ustanovilo loutkovou vládu. Aby Japonci dodali novému loutkovému státu legitimitu a zdání nezávislosti, dosadili na pozici hlavy státu bývalého čínského císaře z dynastie Čching Aisyn Gyoro Pchu Iho. Prvním předsedou vlády se stal blízký přítel císaře, Čeng Siao-sü, který byl v posledních letech čínského císařství znám jako reformní politik loajální císaři.
18. března 1932 byl vyhlášen tzv. Mandžuský Stát (čínsky Mandžukuo) a téměř ihned byl uznán Japonskem. Město Čchang-čchun, přejmenované na Hsinkin se stalo jeho centrem. Téměř okamžitě se začal formovat odboj, sestavený zvláště z chanských Číňanů, komunistů, Korejců nebo příznivců republiky. Oficiální vládou byly tyto skupiny označováni jako bandité.
Podle japonského vzoru tedy nastoupil Pchu I jako císař Mandžukua, někdy označovaného jako Mančutikuo, což znamená Velká Mandžuská Říše, a Čeng Siao byl předsedou vlády až do roku 1935, kdy ho nahradil Čang Ťing-chuej. V Hsinkinu byl zbudován nový císařský palác a od SSSR byla odkoupena mandžuská železnice.

### Čínsko-japonská válka, druhá světová válka, konec
Za druhé čínsko-japonské války (1937–1945) se Mandžukuo stalo odrazovým můstkem k japonské invazi do ostatní Číny. Roku 1939 vyústily spory mezi Mandžukuem a Mongolskou lidovou republikou v bitvu u Chalchyn Golu. Během této bitvy porazily spojené Mongolsko-sovětské síly japonskou kwantungskou armádu podporovanou omezeným počtem vojáků Mandžukua.
Roku 1945 vyhlásil SSSR v souladu s výsledky jaltské konference válku Japonsku. 8. srpna v rámci tzv. operace Srpnová bouře překročilo 1 577 000 sovětských a 16 000 mongolských vojáků hranici Mandžukua, aby tak dorazili kwantungskou armádu, na konci války největší a nejschopnější celek japonské armády. 20. srpna kwantungská armáda kapitulovala. Dvousettisícová armáda Mandžukua, slabě vycvičená a vyzbrojená především přebytky Japonců se války musela účastnit na straně Japonska. Mnoho jejích vojáků se bez jediného výstřelu vzdalo Sovětům.
Samotný císař Pchu I se pokoušel utéct do Japonska a vzdát se americké armádě, ale byl zajat Sověty a předán čínským komunistům a poté souzen v rámci Tokijského procesu a odsouzen jako válečný zločinec.

### Mezinárodní uznání

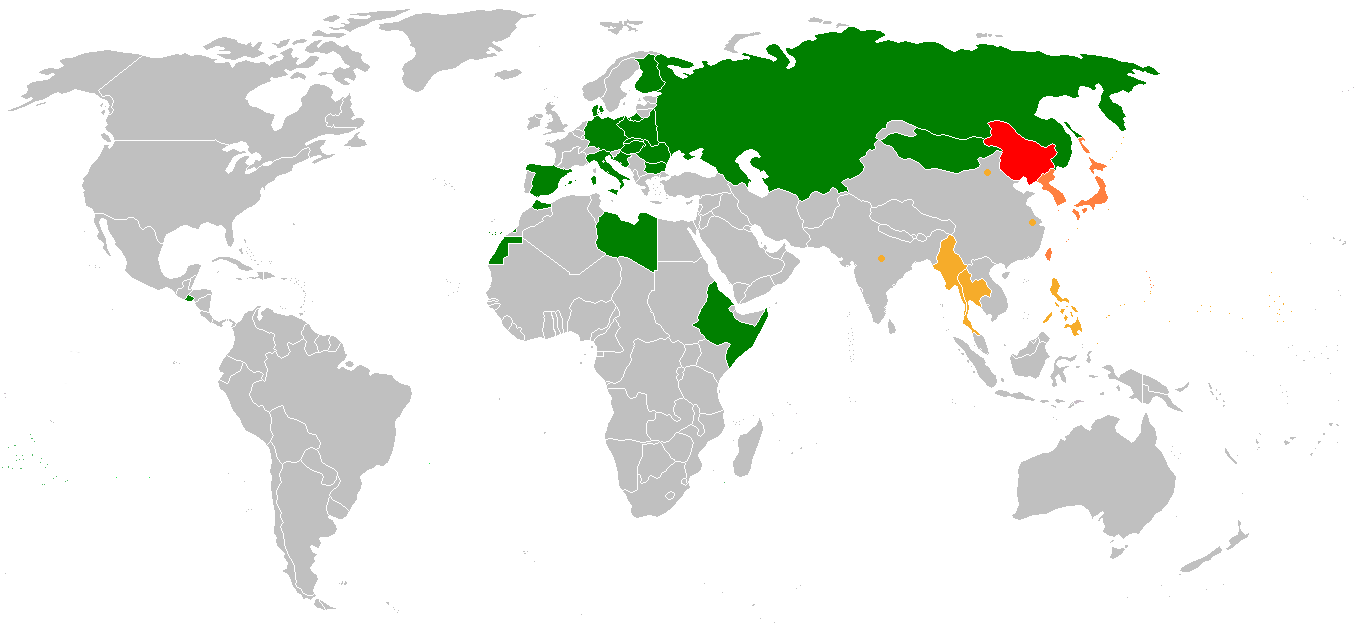
Mezinárodní uznání Mandžukua:
Mandžukuo
Japonsko, sféra vlivu Japonska (uznaly Mandžukuo)
Japonsku nakloněná reprezentace uznala Mandžukuo
Jiné země, které uznaly Mandžukuo
Země, které nikdy neuznaly Mandžukuo za samostatný stát

Roku 1933 se Společnost národů k problematice Mandžukua vyjádřila v tom smyslu, že podporuje Čínu a uznává Mandžukuo jako její součást, což vedlo k vystoupení Japonska ze Společnosti národů.
| Země, které uznaly Mandžukuo                            |                             |
| ------------------------------------------------------- | --------------------------- |
| Salvador – 3. březen 1934                               | Rumunsko – 1. prosinec 1940 |
| Dominikánská republika – 1934                           | Bulharsko – 10. květen 1941 |
| SSSR – de facto 23. březen 1931, de iure 13. duben 1941 | Finsko – 18. červenec 1941  |
| Itálie – 23. listopad 1937                              | Dánsko – srpen 1941         |
| Maďarsko – 9. leden 1939                                | Chorvatsko – 2. srpen 1941  |
| Slovensko – 1. červen 1940                              | Thajsko – 5. srpen 1941     |
| Vichistická Francie –19. červenec 1940                  |                             |

| Japonské loutkové státy a vlády, uznávající Mandžukuo                  |
| ---------------------------------------------------------------------- |
| Reorganizovaná Národní rada (Vláda Wang Ťing-weje) – 30. listopad 1940 |
| Azad Hind – 1942                                                       |
| Filipínská druhá republika – 1943                                      |
| Vnitřní Mongolsko                                                      |
| Barma                                                                  |

## Civilní život

### Politika

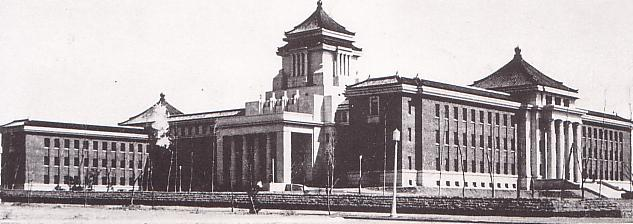
Budova Státní rady

Mandžukuo bylo loutkovým státem Japonska. Orgány státní správy byly naprosto podřízeny vojenské okupační správě japonské armády. Pchu I zde vládl nejdříve jako regent a od roku 1934 jako císař. Císaři byla ve věcech exekutivy nápomocna Státní rada a Rada pro veřejné záležitosti. Centrem moci byla státní rada s japonskými poradci. Velitel Kwantungské armády byl chápán jako japonský velvyslanec v Mandžukuu. V roce 1945, těsně před koncem války požádal císař Pchu I o abdikaci, což se jevilo jako velmi opožděný krok.

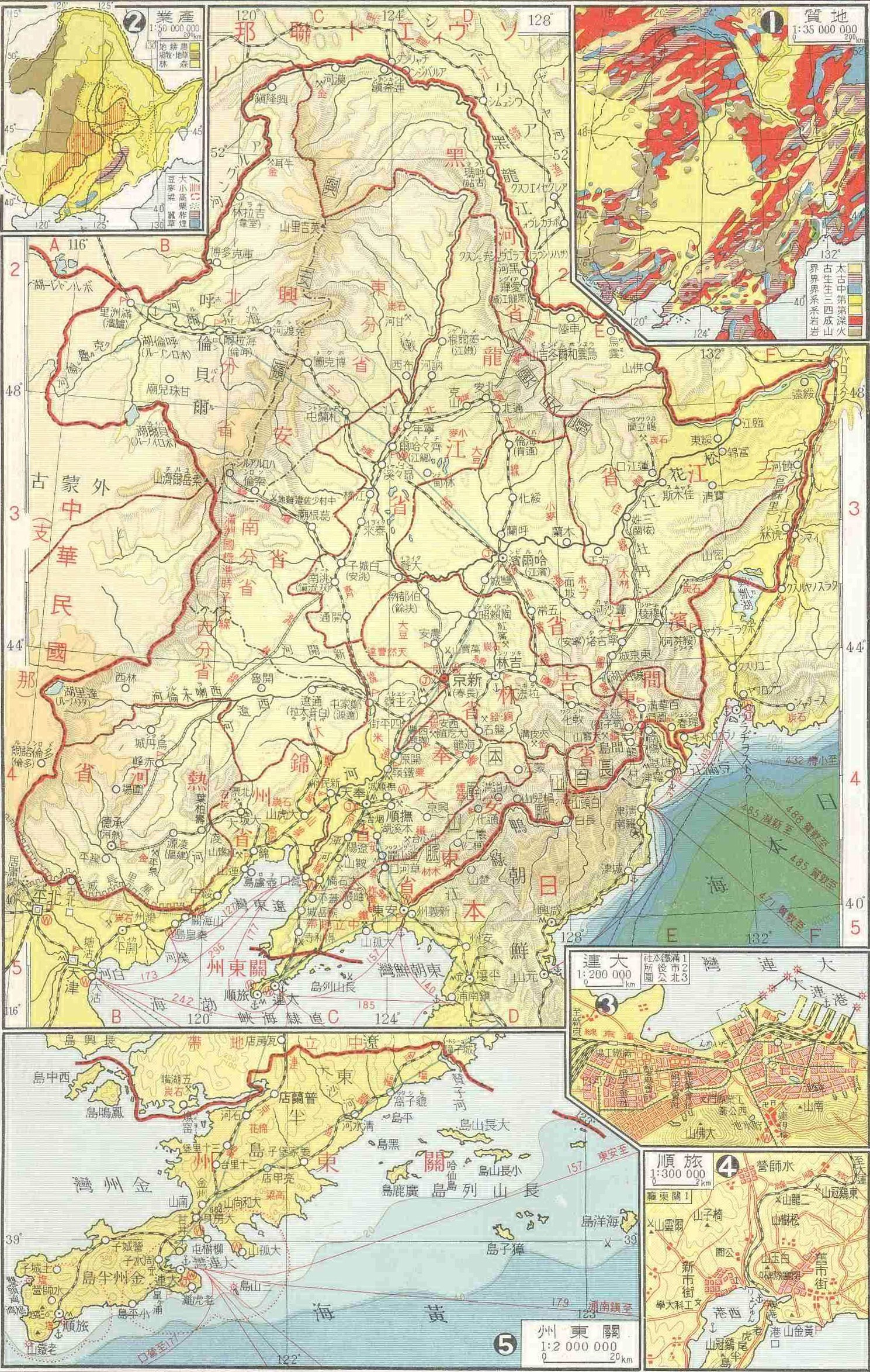
Mapa Mandžukua

### Administrativa
Během své krátké existence se Mandžukuo dělilo na pět provincií (mandžusky Anto) se zvláštními městy Charbin a Hsinking. Každá provincie se dále dělila na 24 prefektur.

### Demografie
Roku 1931 mělo Mandžukuo 30 milionů obyvatel a roku 1941 se počet zvýšil na 50 milionů. Na 100 žen připadalo v Mandžukuu 123 mužů. Roku 1934, kdy mělo Mandžukuo 30 880 00 obyvatel, hlásilo se 29 510 000 lidí k Čínské národnosti (Chanové), 590 760 k národnosti japonské, 680 000 bylo Korejců. 98 431 lidí se hlásilo k jiným národnostem (bílí Rusové, Mongolové, Židé…)

#### Populace v největších městech (zaokrouhleno)
- Jingkou – 180 000(1940)
- Mukden – 1 195 000 (1940)
- Hsinkin – 544 000 (1940)
- Charbin – 662 000 (1940)
- Dailan – 556 000 (1939)
- An-Tung – 315 000 (1940)
- Kirin – 174 000 (1940)
- Cicihar – 75 000 (1940)

### Školský systém
Vláda založila v Mandžusku mnoho základnich škol a škol s převážně technickým zaměřením. V Mandžukuu bylo 12 tisíc základních škol, 200 středních škol, 140 pedagogických škol a 50 škol s technickým a profesním zaměřením. Japonské a čínské děti často navštěvovaly odlišné školy, kde se vyučovalo odlišnými jazyky, japonští studenti se většinou dostávali na lepší školy a japonština byla samozřejmě povinná všude. V celém Mandžukuu bylo 600 tisíc školou povinných žáků a 25 tisíc učitelů. Vyučovalo se většinou starým čínským způsobem podle Konfucia.

### Ekonomika

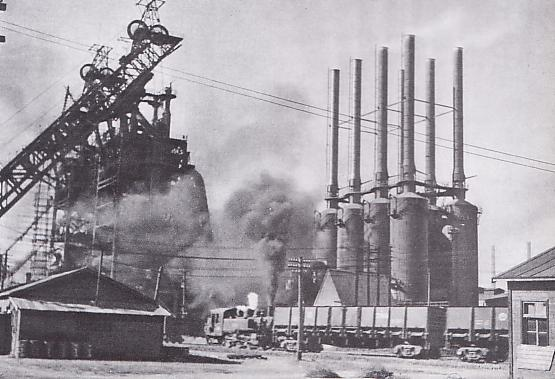
Ocelárny An-šanu

Mandžukuo bylo státem se silně rozvinutým průmyslem podporovaným Japonci. Místní produkce oceli dokonce ve 30 letech předběhla Japonskou. Bohužel byla ekonomika Mandžukua silně vysávána Japonci a sloužila plně jejich válečným zájmům. Během éry Mandžukua se modernizovala mnohá mandžuská města (např. Čchang-čchun). Byla založena Centrální banka Mandžuska, která tiskla měnu chuan. Japonské firmy na letadla a ocelárny zde měly své pobočky. Mandžukuo mělo také vlastní aerolinie.

#### Poštovní známky

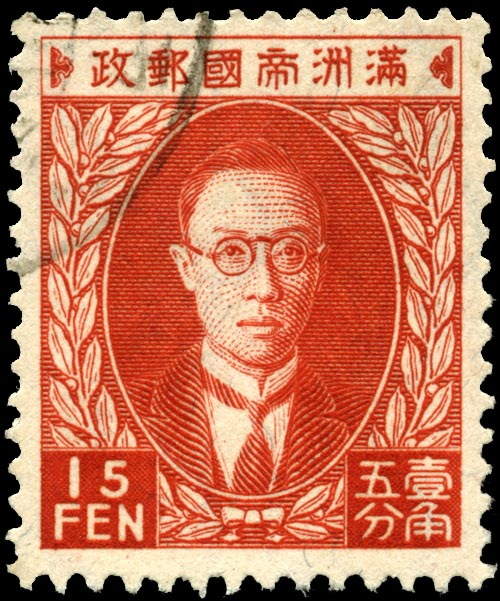
poštovní známka Mandžukua s císařem Pchu I

## Obrana a bezpečnost, japonská okupace

### Policie
- Policie Mandžukua
- Tajná policie Mandžukua

### Armáda Mandžukua

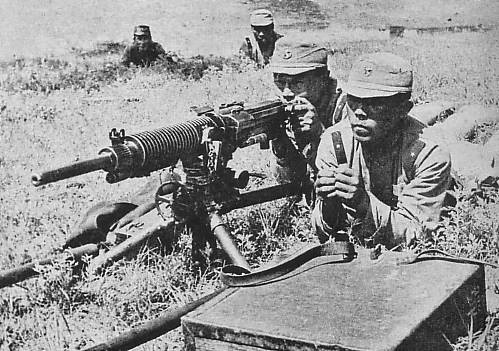
Vojenské cvičení armády Mandžukua

- Císařská armáda Mandžukua
- Císařské námořnictvo Mandžukua
- Císařské letectvo Mandžukua
- Císařská garda Mandžukua

Armáda Mandžukua v roce 1945 čítala asi 200 tisíc mužů. Byla vyzbrojena především japonskými zbraněmi nebo kořistními zbraněmi čínské a ruské armády. Mimo jiné i československým lehkým kulometem vz. 26. Uniformy byly šité podle japonského vzoru s rozdílem toho, že na čepici měl voják Mandžukua pěticípou hvězdu v barvách vlajky a odlišovací znaky na límci v různých barvách (černá pro vojenskou policii, červená pro pěchotu, zelená pro jezdectvo, žlutá pro dělostřelectvo, hnědá pro ženijní jednotky a modrá pro transportní jednotky). Elitní jednotkou byla Císařská garda, která sloužila mimo jiné pro ochranu císaře. Armáda Mandžukua se účastnila vpádu do Číny roku 1937, sovětsko-japonských pohraničních konfliktů a lokálních bojů proti banditům a odboji. Zrušena byla spolu s Mandžukuem roku 1945, po sovětsko-japonské válce.

### Japonská okupace Mandžukua
Po celou historii Mandžukua zde udržovalo Japonsko vojenskou přítomnost; celé území se nacházelo pod jurisdikcí tajné policie Kempeitai. Na území Liaotungského poloostrova a se strategickým přístavem Port Arthur a na dráze mandžuské železnice od konce rusko-japonské války v roce 1905.

#### Japonská armáda v Mandžukuu

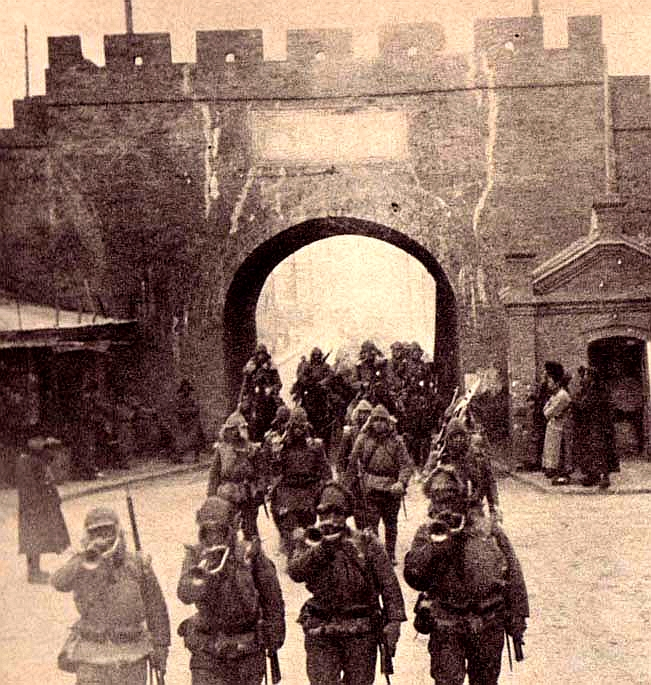
Japonské jednotky vstupují do Čchi-čchi-cha-eru, 1931

Kwantungská armáda, existující od roku 1906 zprostředkovávala vojenskou přítomnost Japonska v tomto regionu po celou dobu jejího trvání. Zpočátku sloužila pouze k ochraně japonského území kolem Port Arthuru a k ochraně mandžuské železnice, později se aktivně zapojovala do válek mezi vojenskými vůdci a po roce 1931, kdy se spolu s jednotkami v Koreji zúčastnila záboru Mandžuska, platila za jednu z rozhodujících sil v regionu. První porážka této armády nastala u jezera Chasan v srpnu 1938. Poražena byla také v bitvě u Chalchyn Golu téměř o rok později. Japonci však těmto porážkám nikdy nepřisuzovali velký význam a brali je jako pohraniční incidenty, které vlastně nic nezměnily. Roku 1945 čítala kwantungská armáda přes 1 milion mužů a po porážkách, které Japoncům uštědřily USA byla největší a nejbojeschopnější ze všech armádních skupin japonské císařské armády. Posledním velitelem kwantungské armády byl generál Otozó Jamada. Před ním, od roku 1939 na tomto místě působil generál Jošihiro Umezu.

#### Válečné zločiny
V průběhu let 1932–1945 zde Japonci podnikali pokusy na lidech s biologickými zbraněmi. Tohoto se účastnila tzv. Jednotka 731 (731 部隊 Nana-san-iči butai), která tak činila v oblasti kolem Charbinu. Oběti, především Číňané, Rusové a Korejci byli přivedeni k vivisekci. Někteří historici tvrdí že přes 10 milionů Číňanů zde bylo posláno na nucené práce. Někteří z nich podlehli nemocem z těžké manuální práce v nevyhovujících podmínkách a byli pohřbeni do masových hrobů.

#### Produkce opia

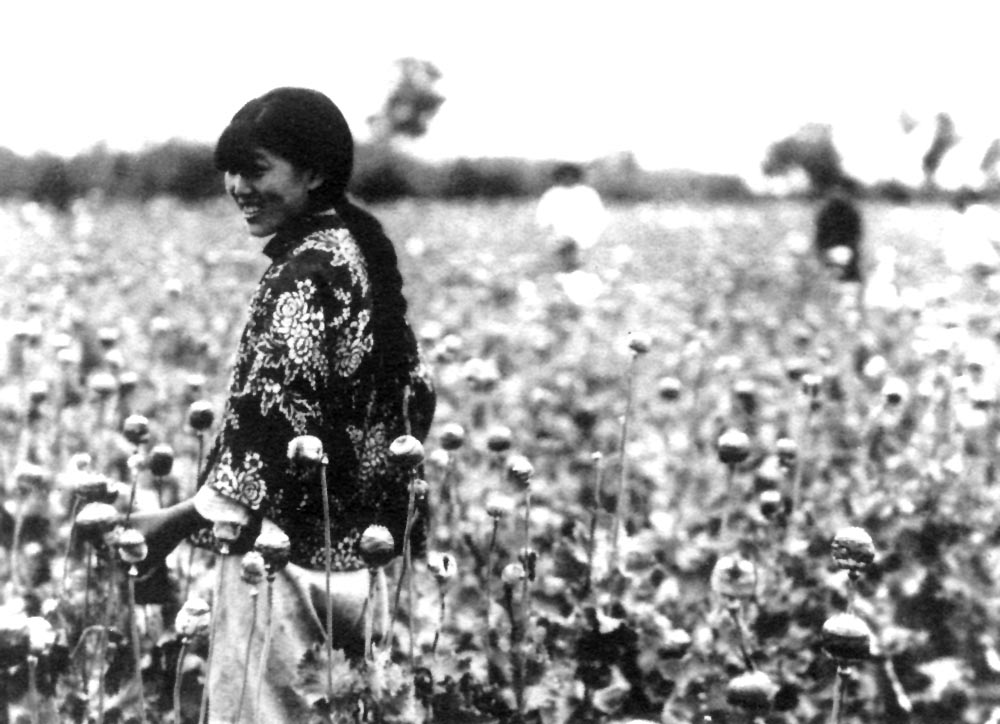
Makové pole, Mandžukuo, 30. léta

Součástí zemědělství Mandžukua byla produkce opia. Do financování prodeje drog byla podle Japan Times částečně zapojena i japonská armáda. Podle společnosti národů bylo roku 1937 90 % opiátů japonského původu, převážně pěstovaných právě v Mandžukuu.

## Ohlas v umění
- Poslední Císař, 1987, výpravný film Bernarda Bertolucciho o životě posledního čínského císaře, získal 9 oscarů.
- v Jižní Koreji se v 2. polovině 20. století rozmohly tzv. mandžuské westerny, vyprávějící příběhy korejských bojovníků za nezávislost v Mandžusku ve 30. letech formou westernu.